# پنجه‌دراز گلوزرد
پنجه‌دراز گلوزرد (نام علمی: Macronyx croceus) نام یک گونه از سرده پنجه‌درازها است.